# Орсат Миљенић
Орсат Миљенић (Дубровник, 15. септембар 1968) је правник, политичар и бивши дипломата. Био је нестраначки је министар правосуђа у дванаестој Влади Републике Хрватске.

## Биографија
Основну школу и фимназију завршио је у Загребу. Дипломирао је Правном факултету у Загребу 1993. године. После дипломирања на истом факултету радио је као истраживач на катедрти за радно и социјално право све до 1996. године. Магистрирао је међународно трговачко право на Средњоевропском универзитету у Будимпешти 1995. године.
Од 1996. до. 2000. године био је саветник у министарству спољњих послова и дипломата у Амбасади Републике Хрватске у Холандији. Након тога био је шеф владиног кабинета за сарадњу са међународним казненим судовима две године. Године 2002. одлази у министарство европских интеграција где је прво био помоћник а касније и заменик министра у Рачановој влади Невена Мимице. Од 2004. године је адвокат.
После седмих парламентарних изборим 2011. године мандат за састављање хрватске Владе поверен је Зорану Милановићу, кандидату Кукурику коалиције, који га је изабрао за министра правосуђа 23. децембра 2011. године.
Члан је Надзорног одбора Хрватске радиотелевизије. Један је од оснивача хрватског огранка Трансперенси интернационала (Transparency International). Члан је управног већа Фондације за унапређивање привредних интереса. Учествовао је у Рату у Хрватској.
Паралелно са професионалном каријером обавља и друге дужности: ради као посматрач хрватске Владе на Међународном суду правде, члан је хрватског адвокатског тима у процесима пред Међународним судом правде, водитељ је стручног тима хрватске Владе за припрему реформе јавне управе и водитељ пројекта за борбу против корупције у Транспаренси интернационалу. Од септембра 2004. године лиценцирани је лобист Фондације за унапређивање привредних интереса у Европском парламенту.
Говори енглески и француски језик. Ожењен је и отац троје деце.